# Передчасний постріл
Передчасний постріл (постріл через перегрів) — вибух боєприпасів через високу температура навколишнього середовища.
Швидкий передчасний постріл — постріл, викликаний вогнем. Повільний передчасний постріл (slow cook-off) — постріл, викликаний стійким тепловим впливом менш інтенсивним, ніж вогонь.
Передчасний постріл може викликати детонацію сусідніх набоїв.

## Артилерія
Через вади у конструкції шведських на початку 17-го століття призвела до перегріву ствола який підпалив порох, поранивши заряджаючого.
Після передчасних пострілів артилерійских снарядів у гаубиці G5 наприкінці 1980-х, у Південно-африканській армії замінили команду з «припинити вогонь» на «припинити заряджання». Це дозволило екіпажам вистрілювати заряджені снаряди для запобігання їх перегріву та вибуху.

## Кулемети
Передчасний постріл може статися у кулеметах з повітряним охолодження, які ведуть вогонь з закритого затвора. У такій конструкції, після натискання на спусковий гачок у каморі залишається останній набій. Надлишкове тепло проходить через гільзу. Коли температура досягає температури самозаймання, порох може зайнятися навіть без удару по капсулю, через, що може відбутися постріл. Згідно з популярними міфами, цього не станеться, якщо вести вогонь чергами. Це дає можливість стволу охолонути[джерело?].
Для боротьби з передчасними пострілами у кулеметів необхідно:
- Боєприпаси з гільзами: Окрім основних функцій, металева гільза грає роль охолоджувача, захищаючи метальний заряд від тепла. Спочатку потрібно, що гільза нагрілася до необхідної температури для спалахування пороху.
- Охолодження: Стволи можуть охолоджуватися рідиною (як радіатор у двигуні) або їх необхідно періодично змінювати. Більшість сучасних піхотних кулеметів (єдиний кулемет) мають у комплекті кілька стволів які заміняються під час стрільби для охолодження.
- Відкритий затвор: Більшість сучасних піхотних кулеметів (та  пістолетів-кулеметів) стріляють з відкритого затвора, коли затвор знаходиться у задньому положенні при спуск гачка. Натискання спускового гачку відпускає затвор і призводить до пострілу. При стандартних діях (без зупинок) передчасний постріл не можливий через те, що набій не знаходиться у каморі, а досилається і вистрілюється під час спуску гачка.
- Гарний стрілець: Добре навчений стрілець веде вогонь контрольованими чергами для точної стрільби і контролю за перегрівом, а також часто міняє стволи.

### Закритий затвор
Більшість сучасних штурмових гвинтівок стріляє з закритого затвора, це значить, що коли зброя готові до пострілу набій знаходиться у стволі, а затвор і його робочі частини у передній позиції, закриваючи казенник. Натискання спускового гачка звільняє ударник, який ударяє по капсулю набою. Під час цих операцій (без затримок) передчасний постріл можливий через те, що набій знаходиться у розжареній каморі, з якої гільза поглинає тепло, яке може викликати запалювання пороху.

### Безгільзові боєприпаси
Безгільзові боєприпаси не мають металевої гільзи яка зазвичай утримує капсуль або детонатор і заряд пороху який викидає кулю. Металева гільза поглинає влеку частину тепла, яке утворюється під час стрільби. При екстракції, гільза забирає це тепло з собою. При використанні безгільзоваих боєприпасів потрібні інші методи відведення тепла.

## Танки
Передчасний підрив боєкомплекту є серйозною загрозою для екіпажів пошкоджених або нерухомих танків. Вирішення проблеми є зберігання боєкомплекту під водою і ізоляція відсіку боєприпасів. Подібні технології використано на танках M1 Abrams, це бронювання відсіку і наявність мембранних панелей які спрямовують силу вибуху назовні, щоб попередити зрив башти.

## Ракети та бомби
Ризик передчасного вибуху є значним при підготовці до вильоту, особливо на авіаносцях. Дуже серйозним ризиком є палаюче паливо, яке може розтектися по палубі і зачепити багато літаків. Це було однією з причин пожежі у 1967 на борту авіаносця USS Форрестол, коли через вогонь (через випадковий постріл ракетою «Зуні», яка влучила у паливний бак штурмовика A-4 Skyhawk який очікував на обслуговування) здетонували дві бомби часів Корейської війни які завантажували на літак, які зруйнували паливний бак сусіднього літака, з якого розтеклося пальне і викликало ланцюгову реакцію у таких же бомб. Через свій вік і комбінацію вибухової речовини перших двох бомб, пожежна команда не змогла їх охолодити до передчасного вибуху, якого не відбулося б з сучасними комбінаціями вибухових сумішей, які розраховані на великі температури.